# Crancey
Crancey település Franciaországban, Aube megyében. Lakosainak száma 697 fő (2022. január 1.). Crancey Périgny-la-Rose, Pont-sur-Seine, Romilly-sur-Seine, Saint-Hilaire-sous-Romilly, Conflans-sur-Seine és Esclavolles-Lurey községekkel határos.

## Népesség
A település népessége az elmúlt években az alábbi módon változott:
| Lakosok száma | 563  | 928  | 833  | 817  | 758  | 739  | 719  | 706  | 706  | 697  |
|               | 1968 | 1982 | 1990 | 2006 | 2013 | 2015 | 2017 | 2019 | 2020 | 2022 |